# Грузијска кухиња
Грузијска кухиња односи се на стилове кухања и јела која су настала у држави Грузији и која историјски припремају грузијски људи широм света. Грузијска кухиња је јединствена за целу државу, али такође носи неке утицаје из других европских и оближњих блискоисточних кулинарских традиција. Свака историјска покрајина у Грузији има своју посебну кулинарску традицију, са варијацијама као што су мегрелијска, кахетска и имеретска кухиња. Јака месним јелима, грузијска кухиња такође нуди разна вегетаријанска јела.
Грузијска кухиња је резултат богатог међуодноса кулинарских идеја проведених уз трговачке путеве подједнако од стране трговаца и путника. Важност и хране и пића за грузијску културу најбоље се може опазити током благдана који се зове супра, када се припрема велики асортиман јела, пропраћен великим количинама вина, а зна да траје сатима. У грузијским гозбама, улога тамаде (онај који руководи здравицама) је важна и поштује се њен положај.
Грузијски ресторани су били раширени у Русији током 20. века, захваљујући чињеници да је Јосиф Висарионович Стаљин и сам био етнички Грузин, те да је посебно волео домаћу храну и пиће. У Русији, сви већи градови имају много грузијских ресторана и руски ресторани често имају грузијске прехрамбене производе на свом јеловнику.
У земљама бившег Совјетског Савеза, грузијска храна је такође популарна због насељавања Грузијаца у друге совјетске републике.

## Предјела
- Предјело од плавог патлиџана
- Кучмачи, јело од пилећих јетрица
- Мчади, традиционални кукурузни хлеб

## Хлебови
Традиционални грузијски хлебови су различити, а укључују Тонис пури, Хачапури (хлеб са сиром), Шоти пури и Мчади. Традиционално се пеку у великим, округлим, добро обликованим пећима званим Т'оне.
- Имерули Хачапури из региоna Имеретија
- Аџарули Хачапури из региоna Аџарија

## Сиреви
- Sir nadugi sa nanom umotanom u tanke kriške sira sulguni
- Tenili

## Сосови и зачини
Сосови и зачини уобичајени за Грузијску кухињу укључују:
- Аџика - зачињена паста или сос са чили папричицама
- Хмели-сунели - мешавина мирођија и биљака у прашку
- Сациви - врста соса од ораха
- Ткемали - врста соса од шљиве

- Мегрелска Аџика
- Сациви
- Ткемали

## Пића
Алкохолна пића из Грузије су чача (бренди) и вина (посебно грузијска вина). Неки од најпознатијих грузијских вина су Пиросмани, Алазани, Ахашени, Саперави и Кинџмараули. Винска култура у Грузији иде уназад више од хиљаду година, а многа грузијска вина направљена су од традиционалних грузијских сорти грожђа која су мало позната на Западу, као што су Саперави и Ркатсители. Грузијско вино је добро познато у целој источној Европи, а значајно је за национални извоз, а извози се више од 10 милиона флаша вина годишње. Грузија је такође дом многих пивских брендова, укључујући Натакхтари, Казбеги, Арго, Касри, и Кава.